# Тарнавський Омелян-Йосафат Якович
Омелян-Йосафат Якович Тарнавський (27 травня 1910, Станиславів, Королівство Галичини та Володимирії, Австро-Угорщина — 30 вересня 2000, Торонто, Онтаріо, Канада) — громадський і пластовий діяч, інженер-економіст.

## Життєпис
Народився 27 травня 1910 року Станиславові (нинішній Івано-Франківськ) в родині о. Якова Тарнавського та Богдани з Глібовицьких. Навчався у Станиславівській українській гімназії (нині Науковий ліцей імені Миколи Сабата), яку закінчив у 1928 році. Ще під час навчання, у 1922 році, вступив до 11 полку (куреня) імені Івана Мазепи, де згодом був обраний курінним. Після переходу до Уладу старших пластунів став членом 3 куреня «Лісові Чорти», мав псевдо «Мемелько».
Склавши матуру в гімназії, Студіював право у Львівському університеті. У 1939 році закінчив Вищу господарську школу у Берліні, з дипломом інженера-економіста. Член Української військової організації з 1927 року, а Організації українських націоналістів — з 1929 року, мав псевдо «Грім». Засуджений Чортківським судом 1930 року до 3 років ув'язнення (відбув 1,5 роки). Тривалий час мешкав у селі Улашківці поблизу Чорткова, де його батько був парохом.

Працівники «Нового шляху» (зліва направо): інж. Омелян-Йосафат Тарнавський, ред. Анатоль Курдидик, ред. Василь Софронів-Левицький (світлина з 1961 р.)

У 1942—1944 роках керівник фінансових справ Українського Центрального Комітету, у 1942—1945 роках — директор Українського Видавництва (Краків — Львів). Від 1944 року на еміграції спочатку у Німеччині, а від 1949 року — в Канаді (Торонто). У 1948—1949 роках член Української національної ради в Німеччині.
Був одним із організаторів пластового руху в Канаді. Перший голова Крайової Пластової Старшини Канади (керівник бюро Головної Пластової Старшини) у 1951—1953 роках, згодом ще раз займав цей пост у 1959—1962 роках. У 1954—1955 роках був станичним міста Торонто. Комендант першої міжкрайової зустрічі, що проходила у Грефтоні (Онтаріо) у 1957 році. У 1958 році, за визначну та багатолітню працю в Пласті, відзначений вищою нагородою організації — орденом святого Юрія в золоті. Співзасновник Пластового Видавництва в Торонто 1963 року, його головний адміністратор протягом 10 років, член редколегії журналу «Юнак» (від 1963), редактор «Пластового шляху» (1967—1970).
У 1956—1960 роках був співредактором та адміністратором тижневика «Вільне слово», у 1960—1962 роках — адміністратором та членом редколегії «Нового шляху». Один з перших членів Наукового товариства імені Шевченка в Канаді. У 1976—1988 роках заступник голови Українського Демократичного руху в Канаді.
Помер 30 вересня 2000 року в Торонто.

## Родина
Одружений з Олександрою Шипайло. У шлюбі народилося двоє дітей — Юрій та Марія.